# Comté de Broadsound
Le comté de Broadsound est une zone d'administration locale dans l'est du Queensland en Australie.
Le comté comprend les villes de :
- St Lawrence ;
- Dysart ;
- Middlemount ;
- Carmila ;
- Clairview ;
- Ilbilbie ;
- Greenhill.